# Bolan Boogie
Bolan Boogie es el segundo álbum recopilatorio de la banda británica de rock T. Rex, lanzado en 1972 por Fly Records. Contiene los mayores éxitos tomados de sus discos de estudio publicados entre los años 1969 y 1972, así como los lados A y B de algunos sencillos durante su estadía en dicho sello discográfico.
A pesar de que no fue un recopilatorio reconocido por Marc Bolan como oficial, obtuvo excelente recepción entre los fanáticos posicionándose en el máximo puesto en la lista UK Albums Chart por tres semanas consecutivas.

## Lista de canciones
Todas las canciones escritas por Marc Bolan, excepto «Summertime Blues» compuesta por Eddie Cochran y Jerry Capehart.

| N.º | Título                            | Duración |  |
| 1.  | «Get It On»                       | 4:25     |  |
| 2.  | «Beltane Walk»                    | 2:20     |  |
| 3.  | «The King of the Mountain Cometh» | 3:48     |  |
| 4.  | «Jewel»                           | 2:48     |  |
| 5.  | «She Was Born to Be my Unicorn»   | 2:32     |  |
| 6.  | «Dove»                            | 2:02     |  |
| 7.  | «Woodland Rock»                   | 2:25     |  |
| 8.  | «Ride a White Swan»               | 2:13     |  |
| 9.  | «Raw Ramp»                        | 5:13     |  |
| 10. | «Jeepster»                        | 4:08     |  |
| 11. | «Fist Heart Mighty Dawn Dart»     | 2:41     |  |
| 12. | «By the Light of a Magical Moon»  | 2:46     |  |
| 13. | «Summertime Blues»                | 2:40     |  |
| 14. | «Hot Love»                        | 4:55     |  |

## Posicionamiento en listas
| País        | Lista                   | Máxima posición |
| ----------- | ----------------------- | --------------- |
| Reino Unido | UK Albums Chart         | 1               |
| Noruega     | VG-lista                | 13              |
| Australia   | Australian Albums Chart | 17              |